# Smogliani
Smogliani (in croato Smoljanci) è una frazione del comune croato di Sanvincenti.